# Servicio de Salud Talcahuano
El Servicio de Salud Talcahuano, pertenece al Sistema Nacional de Servicios de Salud en la Región del Biobío y uno de los 29 existentes a nivel nacional, otorga atención a un total de 397.625 personas: 178.890 de la comuna de Talcahuano, 110.823 de Hualpén, 52.098 de Penco y 55.814 de Tomé,  es un organismo estatal, funcionalmente descentralizado, dotado de personalidad jurídica y patrimonio propio, que tiene a su cargo la articulación, gestión y desarrollo de la red asistencial correspondiente, para la ejecución de las acciones integradas de fomento, protección y recuperación de la salud y rehabilitación de las personas enfermas. Para la realización de las referidas acciones, la naturaleza y funciones del Servicio se basan en el Decreto Ley 2763 de 1979. Es el continuador legal en su territorio asignado, de lo que hasta 1979 correspondía al Servicio Nacional de Salud y el Servicio Médico Nacional de Empleados.
Su actual director es el Dr. Jorge Ramos Vargas, la subdirectora de gestión asistencial es la Dra. Paulina Besser Díaz.

## Organización
Red Asistencial del Servicio de Salud Talcahuano está conformada por:
- 3 hospitales: Hospital Las Higueras, Hospital Tomé  y Hospital Penco-Lirquén.[6]
- 12 Centros de Salud Familiar o CESFAM.
- 4 Centros de Salud de Alta Resolutividad (SAR)
- 6 Servicios de Atención Primaria de Urgencia
- 17 Centros Comunitarios de Salud Familiar (CECOSF),
- 4 Postas.

## Referencias

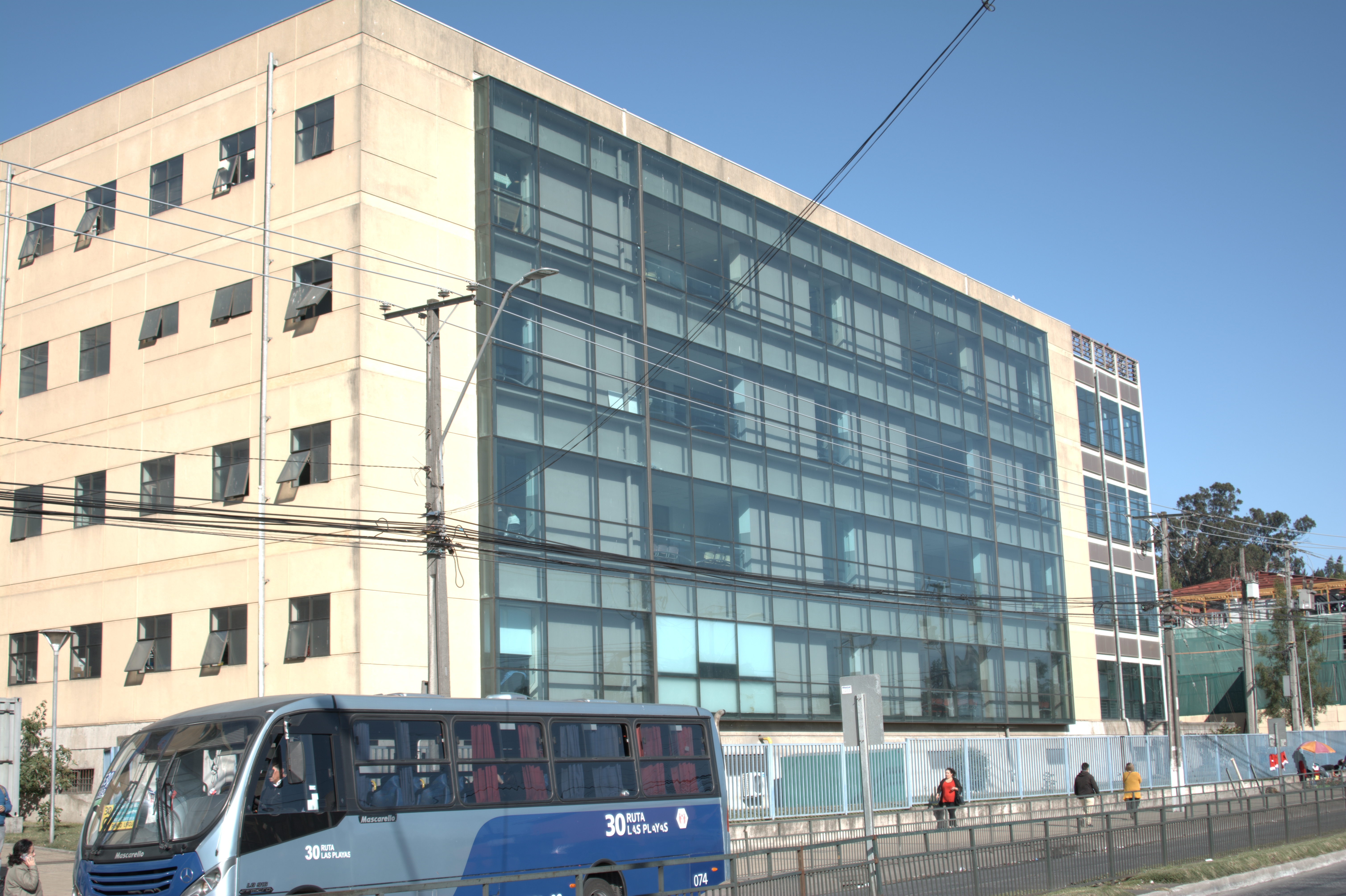
Hospital Las Higueras de Talcahuano.